# KC Ndefo
Kenechukwu "KC" Ndefo (Brooklyn, Nueva York; 1 de marzo de 2000) es un baloncestista estadounidense que pertenece a la plantilla del Panerythraikos AE de la A2 Ethniki. Con 2,01 metros de estatura, juega en la posición de ala-pívot.

## Trayectoria deportiva

### Universidad
Jugó cuatro temporadas con los Peacocks de la Universidad de San Pedro, en las que promedió 10,0 puntos, 5,7 rebotes, 1,5 asistencias y 2,6 tapones por partido. Ya en su segunda temporada fue elegido mejor jugador defensivo del año de la Metro Atlantic Athletic Conference, algo que repetiría en los dos años posteriores, además de aparecer en el mejor quinteto de la conferencia en 2021. En 2022 sdemás le fue otorgado el Premio Lefty Driesell al mejor jugador defensivo de la división I de la NCAA.
Tras esa cuarta temporada, se declaró para el draft de la NBA de 2022 y entró en el portal de transferencias de la NCAA. Finalmente el 28 de mayo de 2022 fue transferido a Seton Hall, siguiendo a su entrenador, Shaheen Holloway, quien dejó Saint Peter's después de la temporada 2021-22 para cubrir la vacante de entrenador en su alma mater. Allí jugó una quinta temporada, en la que promedió 8,4 puntos, 5,2 rebotes y 1,9 tapones por partido.

#### Estadísticas
| * | Líder de la Division I NCAA |

| Año     | Equipo        | PJ  | PT  | MPP  | %TC  | %3P  | %TL  | RPP | APP | ROB | TPP  | PPP  |
| ------- | ------------- | --- | --- | ---- | ---- | ---- | ---- | --- | --- | --- | ---- | ---- |
| 2018–19 | Saint Peter's | 31  | 19  | 27.3 | .437 | .222 | .657 | 5.0 | .9  | .9  | 1.8  | 7.8  |
| 2019–20 | Saint Peter's | 28  | 2   | 22.0 | .462 | .000 | .636 | 5.3 | 1.1 | 1.4 | 2.4  | 8.5  |
| 2020–21 | Saint Peter's | 25  | 24  | 28.8 | .504 | .118 | .597 | 6.5 | 1.5 | 1.4 | 3.6* | 13.7 |
| 2021–22 | Saint Peter's | 34  | 34  | 25.9 | .470 | .286 | .537 | 6.1 | 2.4 | 1.3 | 2.8  | 10.5 |
| 2022–23 | Seton Hall    | 33  | 32  | 26.1 | .525 | .200 | .657 | 5.2 | 1.5 | 1.0 | 1.9  | 8.4  |
| Total   | Total         | 151 | 110 | 26.0 | .480 | .202 | .608 | 5.6 | 1.5 | 1.2 | 2.5  | 9.7  |

### Profesional
Después de no ser seleccionado en el draft de la NBA de 2023, Ndefo se unió a los Ontario Clippers de la NBA G League el 30 de octubre de 2023, tras pasar una prueba. Sin embargo fue despedido una semana más tarde. El 9 de enero de 2024 se unió a Texas Legends, pero fue despedido el 26 de enero tras disputar apenas tres partidos. Cuatro días después firmó con Memphis Hustle, pero fue despedido el 9 de febrero, y readmitido tres días después. El 29 de febrero se unió a los South Bay Lakers.